# Volo Turkish Airlines 452
Il volo Turkish Airlines 452 era un volo di linea passeggeri nazionale dall'aeroporto di Istanbul-Atatürk all'aeroporto di Adalia, in Turchia. Il 19 settembre 1976, il Boeing 727-200 che operava il volo colpì un pendio di una collina a Karatepe, nella provincia di Isparta, 60 miglia (97 km) a nord dell'aeroporto di destinazione a causa di un errore del pilota in avvicinamento che provocò la morte di tutte le 154 persone a bordo. Ad oggi, l'incidente è il peggior disastro aereo avvenuto in Turchia.

## L'aereo
Il velivolo coinvolto era un Boeing 727-200, marche TC-JBH, numero di serie 20982, numero di linea 1087. Volò per la prima volta l'11 novembre 1974 e venne consegnato a Turkish Airlines poco dopo. Era equipaggiato da 3 motori turboventola Pratt & Whitney JT8D-15. Al momento dell'incidente, l'aereo aveva quasi due anni. Il comandante era Celal Topçuoğlu, il primo ufficiale era Sacit Soğangöz e l'ingegnere di volo era Ahmet Bursali.

## L'incidente
Il volo 452 partì dall'aeroporto Atatürk di Istanbul alle 22:45 EET (20:45 UTC) per il volo di un'ora per l'aeroporto di Adalia, nella Turchia meridionale. Alle 23:11 EET, il primo ufficiale chiamò la torre di controllo dell'aeroporto di Adalia per segnalare che avevano le luci della pista in vista, anche se l'aereo stava ancora sorvolando Isparta, ben a nord di Adalia. Richiese un avvicinamento direttamente alla pista 36 (rivolto a nord) e iniziò immediatamente a scendere per l'avvicinamento finale secondo le regole del volo a vista invece delle regole del volo strumentale e senza attendere l'autorizzazione del controllore del traffico aereo (ATC). L'ATC chiese all'aereo dove sarebbe atterrato e avvertì che non si trovava ancora nella regione e che non poteva essere visto né sullo schermo del radar né ad occhio nudo. Vedendo le luci di un'autostrada rettilinea lunga 13 000 piedi (4 000 m) a nord della città di Isparta, il primo ufficiale la scambiò per la pista.
A 500 piedi (150 m), il comandante tornò nella cabina di pilotaggio e si rese conto che l'aereo stava scendendo su un'autostrada con traffico di camion su di essa. Iniziò quindi una salita improvvisa a piena potenza. Tuttavia, l'aereo, pesantemente caricato, colpì il pendio di una collina a Karatepe con la sua ala destra e si schiantò.